# أبو سلام
أبو سلام أو عِشْرِق (الاسم العلمي: Circaea lutetiana) نبات معمر مخشوشب الجذمور من فصيلة أخدرية. ساقه منتصبة تعلو
حتى 70 سم، هزيلة، هلبية في أعلاها تنتهي بالعنقود الزهري. أوراقه بيضوية، طويلة الرأس المُستدق. بتلتان مُحمرتا اللون
أو بيضاء. الثمرة 4 مم مكسوة بالحرائر المُكلّبة.

## الأنتشار الجغرافي
يزهر من أيار إلى آب في الأحراج الرطبة. انتشاره الجغرافي لبنان الشمالي وفي سوريا. أوروبا،
سيبيريا، القوقاز، إيران، تركيا.

## الأستخدام
في لبنان تُباع أوراقه المجففة لاستعمالها ضد الإمساك ولكنها تتسبب بمخاطر جمة.
في الماضي كانو يستعملونه في الرقية وفي الطلاسم والسحر.